# FutureGen
FutureGen – проект правительства США строительства экспериментальной чистой угольной электростанции. FutureGen инициатива была объявлена в феврале 2003 года  президентом Дж. Бушем.

## Индустриальный Альянс FutureGen
Для осуществления инициативы был создан Индустриальный Альянс FutureGen. 
Члены альянса:  American Electric Power (США); BHP Billiton Energy Coal, Inc (Австралия); Consol Energy Inc. (США); Foundation Coal (США); China Huaneng Group (Китай); Kennecott Energy (США); Peabody Energy (США);  Southern Company (США), E.ON U.S. LLC; и др. крупные производители угля и энергии. 
В июне 2006 года к альянсу присоединились Южная Корея и Индия.

## Цель проекта
Первичная цель проекта – захватывать 90% CO2, но с развитием технологий может улавливаться 100% выбросов. Захваченный углекислый газ будет закачиваться в глубокие геологические формации, или нефтяные месторождения.

## Проект
Планируется построить электростанцию мощностью 275 МВт. Ежегодно будет улавливаться от 1 до 2 млн. тонн CO2. Строительство планировалось начать в 2009 году. Предполагалось, что электростанция начнёт работу в 2012 году.
Индустриальный Альянс FutureGen вкладывает в проект $250 млн. Департамент Энергетики США (DoE) вкладывает в проект $620 млн. Общая стоимость проекта оценивается в $1,2 млрд.
Электрическая и тепловая энергия будет вырабатываться на электростанции из водорода. Водород будет производиться методом газификации угля. Часть водорода может быть использована для заправки автомобилей. Электроэнергия будет производиться в газовых турбинах, а в будущем и в водородных топливных элементах. 
18 декабря 2007 года Альянс FutureGen выбрал площадку для строительства экспериментальной электростанции. Электростанцию построят в 3,5 милях от города Матун, штат Иллинойс. Захваченные выхлопные газы будут хранить под землёй на глубине 2,5 километра. 
29 января 2008 года проект был остановлен из-за его высокой стоимости. 12 июня 2009 года Департамент Энергетики США объявил о возобновлении проекта.